# Gaston de Lorraine
Gaston Jean-Baptiste Charles de Lorraine, comte de Marsan né le 7 février 1721 et décédé le 2 mai 1743 est un membre de la Maison de Guise, branche cadette et française de la Maison de Lorraine.

## Biographie
Il est le fils de Charles Louis de Lorraine, prince de Pons et d'Elisabeth de Roquelaure, le petit-fils du maréchal de Roquelaure.
Son père est connu sous le titre de prince de Pons et Gaston est titré comte de Marsan depuis sa naissance. Sa sœur Louise Henriette Gabrielle de Lorraine est l'épouse du duc de Bouillon.
A 15 ans, le 4 juin 1736, il épouse Marie Louise de Rohan (5 janvier 1720 - 4 mars 1803), fille de Jules François Louis de Rohan, prince de Soubise, et d'Anne-Julie-Adélaïde de Melun et sœur du maréchal de Soubise. Le mariage est célébré par son grand oncle, le Cardinal de Soubise.
En 1736, Gaston fait une campagne militaire comme aide de camp de son père. Le 20 février 1743 il est Brigadier des armées du Roi. 
Il meurt prématurément, à seulement vingt-deux ans, trois mois plus tard, de la variole. Il est enterré dans la Cathédrale Notre-Dame de Strasbourg. 
Il ne laisse pas d'enfant et sa veuve ne se remarie pas. Elle devient Gouvernante des enfants royaux en 1754, s'occupant des futurs Louis XVI, Louis XVIII et Charles X, les petits-fils de Louis XV. 
Son nom est donné au Pavillon de Marsan, l'un des pavillons de l'ancien Palais des Tuileries et aujourd'hui du Palais du Louvre.